# San Carlo ai Catinari (titre cardinalice)
Le titre cardinalice de San Carlo ai Catinari est instauré en 1616 par le pape Paul V en remplacement du titre San Biagio dell'Anello. Le titre fut supprimé par le pape Urbain VIII en 1627, qui lui a substitué le titre San Carlo al Corso.
Le titre était rattaché à l'église San Carlo ai Catinari construite entre 1612 et 1620 qui a remplacé l'église San Biagio dell'Anello démolie en 1617 pour permettre la construction d'un couvent de l'ordre des Théatins.
En 1959, le titre Santi Biagio e Carlo ai Catinari a été recréé et rattaché à cette église ayant repris les noms des deux saints Biagio et Carlo.

## Titulaires
- Ottavio Belmosto (1616-1618)
- Luigi Capponi (1621-1622)
- Giovanni Delfino (1622-1622)
- Titre supprimé en 1627